# ルクセンブルク分割
1659年から1839年にかけてルクセンブルク分割が3回行われた。この3回の分割により、ルクセンブルク公国の領土は、10,700 km2 (4,100 sq mi)から現在の2,586 km2 (998 sq mi)まで縮小された。残りは現代のベルギー、フランス、ドイツの一部を形成している。
ルクセンブルクに隣接する3か国は、いずれもある時期からルクセンブルクの完全な併合を目指してきたが、その試みはすべて失敗に終わった。逆に、ルクセンブルクの失われた領土を取り返す運動も歴史的に存在したが、いずれも実現せず、ルクセンブルクの報復主義は、今日において一派の意見に過ぎないものとなっている。

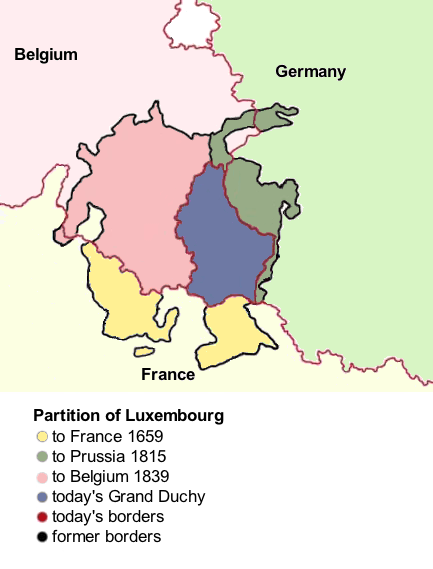
ルクセンブルクが3回分割されたことで、ルクセンブルクの面積は大幅に縮小し、周辺の3カ国が有利になった。

## 第1次分割
ルクセンブルクの最初の分割は、ルクセンブルク公国がスペイン王国と同君連合を組んでいた1659年に行われた。フランス・スペイン戦争で、フランスとイングランドはスペイン領ネーデルラントの大部分を占領した。ピレネー条約により、フランスはルクセンブルクからステネー、ティオンヴィル、モンメディの各要塞とその周辺の領土を割譲した。
フランスがルクセンブルク公国から獲得した面積は、合計で1,060 km2 (410 sq mi)に達した。この面積は、当時のルクセンブルク公国の領土の約10分の1を占めていた。

## 第2次分割
フランス革命戦争中の1795年、ルクセンブルクはフランスに併合された。ナポレオンが敗北すると、1814年のパリ条約によってルクセンブルクはフランスの支配から解放されるが、最終的な地位は翌年のウィーン会議で決定されることになる。そこで、ルクセンブルクを大公国に昇格させ、ルクセンブルクを含むネーデルラントをオラニエ＝ナッサウ家がすべて受け持つことが合意された。しかし、戦時中にラインラントとヴェストファーレンの全領土を得たプロイセンは、ドイツ連邦の西部国境の防衛の一部となるビットブルク要塞を要求した。ルクセンブルクの残りの地域の領有国がいずれにせよ変わるため、オランダはこの点について主張しようとはしなかった。
第2次分割により、ルクセンブルクの領土は2,280 km2 (880 sq mi)、つまり現在のルクセンブルクの面積に対する比率で24％が縮小された。プロイセンはビットブルクとともに、ノイアーブルク、ザンクト・フィート、シュライデン、ヴァクスヴァイラーを獲得した。1919年、ヴェルサイユ条約によりドイツからベルギーに割譲されたオイペン・マルメディ地区は、現在ドイツとベルギーの両国に属している。

## 第3次分割
1839年のロンドン条約により、ルクセンブルクは最も多くの土地を失うことになる。ベルギー独立革命が勃発すると、ルクセンブルク人の多くはベルギーの反乱軍に加わり、ルクセンブルク大公国の大部分を支配下に置いた。ベルギーの手に落ちなかった唯一の町が首都ルクセンブルク市で、最大都市かつ最重要要塞でもあった。条約調印に先立ち開催された1838年 - 1839年のロンドン会議では、それまでの10年間に発展してきた多くの提案が検討された。最初の提案は、ルクセンブルク全体がオランダと同君連合を維持するというものだったが、ベルギーのレオポルド1世がこれを拒否した。1831年7月、列強が譲歩し、会議はルクセンブルクの地位を後で決めることを宣言した。会議の決定に同意していたオランダは、ベルギーに侵攻し、ベルギーに領土制限を受け入れさせた。オランダ軍の撤退後、ロンドン会議は3つ目の提案として、ルクセンブルクを両国で分割し、土地の大部分をベルギーに割譲するが、ルクセンブルク市はオランダの支配下に残すという案を提示した。レオポルドはこれに同意し、1831年11月15日に条約が調印された。オランダ国王ウィレム1世は、当初この提案を拒否していたが、数年にわたる対立の末、1839年に分割に同意した。
第3次分割により、ルクセンブルクはアルロン、オーバンジュ、バストーニュ、デュルビュイ、マルシュ＝アン＝ファメンヌ、ヌフシャトー、ヴィルトンを含む西側の領土をすべて失った。これらは（ブイヨン公国とともに）後にベルギーのリュクサンブール州を形成し、現在はベルギーで最大のワロン地域となっている。また、ベルギーに割譲された領土は4,730 km2 (1,830 sq mi)で、当時のルクセンブルクの領土の65%に相当し、この地域の人口は17万5,000人で、ルクセンブルクの総人口の半分を占めていた。ドイツ連邦は、ルクセンブルク西部における法的権利を適切な補償なしに喪失することを認めなかった。会議では、リンブルフ公国におけるオランダの領土のうち、ベルギーに奪われた領土と同程度の人口となる領域を、代替でドイツ連邦に加盟させた。そのため、都市マーストリヒトとフェンローは連邦から除外された。
ルクセンブルク分割の境界線は、ロンドンで、最新ではなく不正確な地図に基づいて作られた。これは、言語的な基準を中心に、いくつかの基準を用いていた。大公国はフランス語圏の領土をすべて失った。軍事的理由とフランスの圧力により、アルロン地方もドイツ語圏ではあるがベルギーに割譲された。その目的は、アトゥス・アルロン街道からドイツ連邦の影響を排除することであり、アルロンではブリュッセルに通じる街道と合流することになった。
このように、さまざまな基準が混在することで、時々境界線が恣意的なものになった。